# Irouléguy
Irouléguy település Franciaországban, Pyrénées-Atlantiques megyében. Lakosainak száma 366 fő (2022. január 1.). Irouléguy Anhaux, Ascarat, Saint-Étienne-de-Baïgorry és Saint-Martin-d’Arrossa községekkel határos.

## Népesség
A település népességének változása:
| Lakosok száma | 370  | 371  | 363  | 359  | 364  | 367  | 369  | 366  |
|               | 2013 | 2015 | 2017 | 2018 | 2019 | 2020 | 2021 | 2022 |